# Armée catholique et royale du Maine
L'armée catholique et royale du Maine fut créée en 1799, à la suite d'une scission de l'armée catholique et royale du Maine, d'Anjou et de la Haute-Bretagne, elle regroupait les Chouans des départements de la Mayenne et de la Sarthe, issus des anciennes provinces du Maine et d'une petite partie de l'Anjou. Cette armée était sous les ordres de Louis de Bourmont.

## Divisions
- 1re légion, entre la Sarthe et le Loir

Chef de légion : Auguste François Bucher de Chauvigné, dit Lowinski, au 1er décembre 1799, il est nommé Colonel de la 6e légion.
- 13e légion, Colonel, Henri-René Bernard de la Frégeolière.